# Burnètids
Els burnètids (Burnetiidae) són una família extinta de sinàpsids de l'infraordre dels biarmosucs que tingueren una amplíssima distribució en el Permià, fa entre 254,1 i 264,3 milions d'anys. Se n'han trobat restes fòssils a Malawi, Rússia, Sud-àfrica, Tanzània i Zàmbia. Eren teràpsids més aviat petits. El crani feia uns 20 cm de llargada. Les dents fan pensar que eren animals carnívors. El dermatocrani presenta un grau considerable de paquiostosi, amb un gran nombre de bonys i protuberàncies. Se sap ben poca cosa de l'esquelet postcranial.